# Canton de Luxeuil-les-Bains
Le canton de Luxeuil-les-Bains est une circonscription électorale française située dans le département de la Haute-Saône et la région Bourgogne-Franche-Comté.

## Géographie
Ce canton est organisé autour de Luxeuil-les-Bains dans l'arrondissement de Lure. Son altitude varie de 238 m (Ormoiche) à 450 m (Ailloncourt).

## Histoire
Le canton a été créé au XIXe siècle.
Il a été réduit par le décret no 85-150 du 31 janvier 1985 créant le canton de Saint-Sauveur.
Par décret du 17 février 2014, le nombre de cantons du département est divisé par deux, avec mise en application aux élections départementales de mars 2015. Le canton de Luxeuil-les-Bains est conservé et s'agrandit. Il passe de 2 à 12 communes.

## Représentation

### Conseillers d'arrondissement (de 1833 à 1940)
| Période                                  | Période      | Identité                          | Étiquette                    | Qualité |
| ---------------------------------------- | ------------ | --------------------------------- | ---------------------------- | --- |
| 1833                                     | 1848         | François Xavier Sébastien Vergain |                              | Négociant à Luxeuil                                                                                         |
|                                          |              |                                   |                              | |
| 1919                                     | 1922         | Jules Mairey                      | Conservateur                 | Cultivateur à Breuches                                                                                      |
| 1922                                     | 1927 (décès) | Auguste Groscolas                 | Rad.                         | Conseiller municipal de Luxeuil                                                                             |
| 20 février 1927                          | 1928         | Auguste Piercy                    | Union nationale républicaine | Maire de Saint-Sauveur (1925-1935)                                                                          |
| 1928                                     | 1931         | André Maroselli                   | Rad.                         | Conseiller municipal de Luxeuil                                                                             |
| 1931                                     | 1934         |                                   |                              | |
| 1934                                     | 1940         | Paul Buck                         | Rad.                         | Professeur retraité, adjoint au maire de Luxeuil                                                            |
| 1940                                     |              |                                   |                              | Les conseils d'arrondissement ont été suspendus par la loi du 12 octobre 1940 et n'ont jamais été réactivés |
| Les données manquantes sont à compléter. |              |                                   |                              | |

### Conseillers généraux de 1833 à 2015
| Période | Période      | Identité                                         | Étiquette     | Qualité |
| ------- | ------------ | ------------------------------------------------ | ------------- | --- |
| 1833    | 1848         | François Grégoire Léopold Desgranges (1778-1855) |               | Négociant, papetier Maire de Luxeuil |
| 1848    | 1865 (décès) | François Xavier Sébastien Vergain                |               | Manufacturier (filateur de coton), maire de Luxeuil, conseiller d'arrondissement                                                          |
| 1865    | 1893 (décès) | Toussaint-Paul Bezanson                          | Centre droit  | Propriétaire d'une usine de filature et de tissage Député (1889-1893) Propriétaire à Breuches                                             |
| 1893    | 1901         | Victor Genoux-Prachée                            | Rad.          | Pharmacien - Maire de Luxeuil-les-Bains (1892-1924) Député (1894-1898) - Sénateur (1904-1920)                                             |
| 1901    | 1910         | Edmond Mathis                                    | Rad.          | Cultivateur, négociant, maire d'Éhuns Député (1910-1919)                                                                                  |
| 1910    | 1924 (décès) | Victor Genoux-Prachée                            | Rad.          | Pharmacien Député (1894-1898) - Sénateur (1904-1920) Maire de Luxeuil-les-Bains (1892-1924)                                               |
| 1924    | 1927 (décès) | Paul Causeret                                    | URD           | Docteur en médecine à Luxeuil-les-Bains Député (1919-1927)                                                                                |
| 1927    | 1931         | Arthur Grille                                    | Rad.          | Hôtelier - Maire de Luxeuil-les-Bains (1924-1929)                                                                                         |
| 1931    | 1940         | André Maroselli                                  | Rad.          | Administrateur de sociétés Maire de Luxeuil-les-Bains (1929-1944), conseiller d'arrondissement Sénateur (1936-1944)                       |
|         |              |                                                  |               | |
| 1943    | 1945         | Albert Engelhard (1891-1991)                     |               | Médecin-chirurgien Conseiller municipal de Luxeuil-les-Bains Nommé conseiller départemental en 1943                                       |
|         |              |                                                  |               | |
| 1945    | 1970 (décès) | André Maroselli                                  | Rad.          | Maire de Luxeuil-les-Bains Député (1945-1951 et 1956-1958) Sénateur (1952-1956 et 1959-1968) Ministre (1947-48, 1949-51, 1956-57 et 1958) |
| 1970    | 1973         | Marc Roussel                                     | Rad. puis MRG | Enseignant retraité Maire de Saint-Sauveur (1959-1995) Elu en 1973 dans le Canton de Saint-Sauveur                                        |
| 1973    | 1979         | Jacques Maroselli (fils d'André)                 | MRG           | Ancien Préfet Maire de Luxeuil-les-Bains (1970-1989) Ancien conseiller général du canton de Lure Député (1967-1968)                       |
| 1979    | 1992         | Jean Sarre                                       | MRG           | Adjoint au maire de Luxeuil-les-Bains |
| 1992    | 1998         | Bernard Hagemann                                 | UDF           | Médecin généraliste Maire de Luxeuil-les-Bains (1989-1995)                                                                                |
| 1998    | 2011         | Michel Gabillot                                  | DVG           | Exploitant agricole Maire de Luxeuil-les-Bains (1995-2008)                                                                                |
| 2011    | 2015         | Frédéric Burghard                                | UMP           | Infirmier libéral Premier adjoint au maire de Luxeuil-les-Bains                                                                           |

### Représentation à partir de 2015
| Période élective | Période élective | Mandat | Mandat   | Identité          | Nuance | Nuance | Qualité                                                                           |
| ---------------- | ---------------- | ------ | -------- | ----------------- | ------ | ------ | --------------------------------------------------------------------------------- |
| 2015             | 2021             | 2015   | 2021     | Frédéric Burghard |        | DVD    | Infirmier libéral Premier maire-adjoint puis maire de Luxeuil-les-Bains (2016 → ) |
| 2015             | 2021             | 2015   | 2021     | Valérie Haehnel   |        | DVD    | Professeur en lycée professionnel Conseillère municipale de Saint-Valbert         |
| 2021             | 2028             | 2021   | en cours | Frédéric Burghard |        | DVD    | maire de Luxeuil-les-Bains                                                        |
| 2021             | 2028             | 2021   | en cours | Corinne Jeanparis |        | DVD    | Fonctionnaire, adjointe au maire de Baudoncourt                                   |

### Résultats détaillés

#### Élections de mars 2015
À l'issue du 1er tour des élections départementales de 2015, trois binômes sont en ballottage : Frédéric Burghard et Valérie Haehnel (UMP, 42,31 %), Véronique Ambert-Grandjean et Christophe Lejeune (DVG, 33,6 %) et Martine Grandjean et Stéphane Morin (FN, 24,09 %). Le taux de participation est de 57,21 % (6 137 votants sur 10 728 inscrits) contre 59,21 % au niveau départemental et 50,17 % au niveau national.
Au second tour, Frédéric Burghard et Valérie Haehnel (UMP) sont élus avec 39,82 % des suffrages exprimés et un taux de participation de 60,08 % (2 450 voix pour 6 385 votants et 10 628 inscrits).

#### Élections de juin 2021
Le premier tour des élections départementales de 2021 est marqué par un très faible taux de participation (33,26 % au niveau national). Dans le canton de Luxeuil-les-Bains, ce taux de participation est de 38,35 % (3 911 votants sur 10 198 inscrits) contre 40,34 % au niveau départemental. À l'issue de ce premier tour, deux binômes sont en ballottage : Frédéric Burghard et Corinne Jeanparis (DVD, 56,38 %) et Sophie El Omri et Christian Sontot (DVG, 22,9 %).
Le second tour des élections est marqué une nouvelle fois par une abstention massive équivalente au premier tour. Les taux de participation sont de 34,36 % au niveau national, 42,9 % dans le département et 41,26 % dans le canton de Luxeuil-les-Bains. Frédéric Burghard et Corinne Jeanparis (DVD) sont élus avec 71,48 % des suffrages exprimés (2 757 voix pour 4 210 votants et 10 203 inscrits),,.

## Composition

### Composition avant 1985
Le canton était composé de 22 communes.
- Ailloncourt
- Baudoncourt
- Breuches
- Breuchotte
- Brotte-lès-Luxeuil
- La Chapelle-lès-Luxeuil
- Citers
- La Corbière
- Dambenoît-lès-Colombe
- Éhuns
- Esboz-Brest
- Froideconche
- Lantenot
- Linexert
- Luxeuil-les-Bains
- Magnivray
- Ormoiche
- Rignovelle
- Sainte-Marie-en-Chaux
- Saint-Sauveur
- Saint-Valbert
- Visoncourt

### Composition de 1985 à 2015

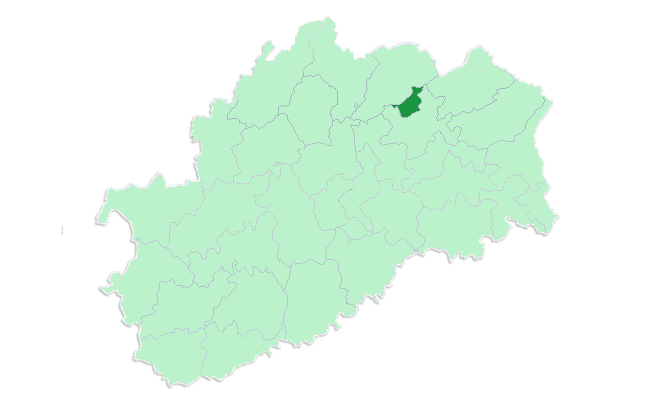
Situation du canton de Luxeuil-les-Bains dans le département de la Haute-Saône de 1985 à 2015.

Le canton de Luxeuil-les-Bains regroupait deux communes.
| Nom                           | Code Insee | Codepostal | Superficie (km2) | Population (dernière pop. légale) | Densité (hab./km2) |
| ----------------------------- | ---------- | ---------- | ---------------- | --------------------------------- | ------------------ |
| Luxeuil-les-Bains (chef-lieu) | 70311      | 70300      | 21,81            | 7 052 (2012)                      | 323                |
| Saint-Valbert                 | 70475      | 70300      | 3,90             | 238 (2012)                        | 61                 |

### Composition depuis 2015
Lors du redécoupage de 2014, le canton comprenait douze communes entières.
À la suite de la création de la commune nouvelle Fougerolles-Saint-Valbert au 1er janvier 2019, le canton compte désormais onze communes entières et une fraction.
| Nom                                       | Code Insee | Intercommunalité      | Superficie (km2) | Population (dernière pop. légale)            | Densité (hab./km2) | Modifier                                    |
| ----------------------------------------- | ---------- | --------------------- | ---------------- | -------------------------------------------- | ------------------ | ------------------------------------------- |
| Luxeuil-les-Bains (bureau centralisateur) | 70311      | CC du Pays de Luxeuil | 21,81            | 6 674 (2022)                                 | 306                | modifier les données · modifier les données |
| Ailloncourt                               | 70007      | CC du Triangle Vert   | 9,29             | 306 (2022)                                   | 33                 | modifier les données · modifier les données |
| Baudoncourt                               | 70055      | CC du Pays de Luxeuil | 7,57             | 484 (2022)                                   | 64                 | modifier les données · modifier les données |
| Breuches                                  | 70093      | CC du Pays de Luxeuil | 9,12             | 643 (2022)                                   | 71                 | modifier les données · modifier les données |
| Brotte-lès-Luxeuil                        | 70098      | CC du Pays de Luxeuil | 6,87             | 198 (2022)                                   | 29                 | modifier les données · modifier les données |
| La Chapelle-lès-Luxeuil                   | 70128      | CC du Pays de Luxeuil | 7,69             | 382 (2022)                                   | 50                 | modifier les données · modifier les données |
| Citers                                    | 70155      | CC du Triangle Vert   | 15,17            | 773 (2022)                                   | 51                 | modifier les données · modifier les données |
| Esboz-Brest                               | 70216      | CC du Pays de Luxeuil | 9,69             | 448 (2022)                                   | 46                 | modifier les données · modifier les données |
| Fougerolles-Saint-Valbert                 | 70245      | CC de la Haute Comté  | 55,02            | Fraction : 248 (2022) Commune : 3 777 (2022) | 69                 | modifier les données · modifier les données |
| Froideconche                              | 70258      | CC du Pays de Luxeuil | 16,04            | 1 974 (2022)                                 | 123                | modifier les données · modifier les données |
| Ormoiche                                  | 70398      | CC du Pays de Luxeuil | 5,72             | 68 (2022)                                    | 12                 | modifier les données · modifier les données |
| Saint-Sauveur                             | 70473      | CC du Pays de Luxeuil | 12,02            | 1 929 (2022)                                 | 160                | modifier les données · modifier les données |
| Canton de Luxeuil-les-Bains               | 7008       |                       |                  | 14 127 (2022)                                |                    | modifier les données                        |

## Démographie

### Démographie avant 2015
| 1962  | 1968  | 1975   | 1982   | 1990  | 1999  | 2006  | 2011  | 2012  |
| ----- | ----- | ------ | ------ | ----- | ----- | ----- | ----- | ----- |
| 8 364 | 9 404 | 10 280 | 10 137 | 9 000 | 8 609 | 7 788 | 7 357 | 7 290 |

### Démographie depuis 2015
En 2022, le canton comptait 14 127 habitants, en évolution de −1,13 % par rapport à 2016 (Haute-Saône : −1,4 %, France hors Mayotte : +2,11 %).
| 2013   | 2018   | 2022   |
| ------ | ------ | ------ |
| 14 845 | 14 212 | 14 127 |